# Wechsler Preschool and Primary Scale of Intelligence
Wechsler Preschool and Primary Scale of Intelligence eller WPPSI (uttalas "vippsi") är ett begåvningstest för barn mellan 2 år och 6 månader upp till 7 år och 7 månader. WPPSI har kommit i flera utgåvor och den senaste är WPPSI-IV. WPPSI-IV används för bedömning av såväl verbal- som icke-verbal förmåga samt arbetsminne och bearbetningshastighet. Liknande test är exempelvis Merril-Palmer och Griffith's utvecklingsskalor. WPPSI är en del i Wechsler-serien, där också WAIS och WISC ingår.